# بیت وهب (روستا)
 بیت وهب  به عربی ( بیت وَهَب  )، روستایی است در دهستان 

## جمعیت
جمعیت آن (۵۵) نفر (۶ خانوار) می‌باشد.